# Jean Pattou
Pour l’article ayant un titre homophone, voir Jean Patou.
Jean Pattou, né le 14 février 1940 à Jeumont et mort le 13 février 2023 à Lille, est un architecte et un artiste français.

## Biographie
Jean-Marie Robert Paul Pattou naît le 14 février 1940 à Jeumont dans le Nord.
Il épouse Martine Elissalt.
Après avoir été diplômé de l'école d'architecture de Paris, il s'installe en 1968 à Lille, où il effectue sa première exposition en 1981. On lui doit notamment une fresque de taille monumentale à la station du métro de Lille Gare Lille-Europe, mais il en a réalisé d'autres.
Il meurt le 13 février 2023 à Lille.